# Тайна выеденного яйца, или Смерть Шалтая
«Тайна выеденного яйца, или Смерть Шалтая» (англ. The Big Over Easy) — роман Джаспера Ффорде, опубликованный в 2005 году. Первый роман цикла об Отделе Сказочных Преступлений, следующий (The Fourth Bear) был опубликован в 2006 году. В основу романа легла значительно переработанная новелла, написанная Ффорде ещё в начале писательской деятельности.

## Английская аннотация
Пасха в Рединге — неудачное время для яиц. В подтверждение этого местный бизнесмен Шалтай-Болтай был найден лежащим под стеной в грязном районе города. Почётный меценат, филантроп, счастливчик, берущий от жизни всё — так кому же потребовалось его убивать?

## Место действия
Действие происходит в альтернативной реальности, схожей с местом действия другой серии автора о Четверг Нонетот. Мир населяют не только обычные люди, но и герои сказок, инопланетяне, а также герои древнегреческих мифов.

## Сюжет
Наутро после Пасхи найден труп бизнесмена Шалтая-Болтая. Дело попадает под юрисдикцию Отдела сказочных преступлений Рединга, который возглавляет инспектор Джек Шпротт, некогда великолепный сыщик, переживающий не лучшие дни. Ассистирует ему сержант Мэри Мэри, только что переведённая из Бейзингстока. Она надеется работать в паре с почётным членом Гильдии детективов Фридлендом Звонном, бывшим помощником инспектора Шпротта, а ныне его главным соперником в борьбе за это запутанное дело. В ходе следствия выясняется, что Шалтая-Болтая не только напоили, отчего он свалился во сне со стены, но ещё и застрелили…

## Персонажи
Джек Шпротт — главный герой романа. Является главой ОСП. Имеет престарелую мать, двух детей от первого брака и ещё одного от второго. Очень любит работу в ОСП. Ненавидит Звонна, так как он присваивал его заслуги. Пользуется дурной славой убийцы великанов. Тесть Прометея. Также появляется в третьей книге цикла Ффорде о Четверг Нонетот «Кладезь погибших сюжетов, или Марш генератов» (2003).
Мэри Мэри — напарник Шпротта. Работала с Фулвом, но мечтает попасть в Лигу и работать со Звонном. Считает работу в ОСП глупой, но в конце проникается уважением  к Шпротту и остаётся с ним. В третьей книге цикла о Четверг Нонетот «Кладезь погибших сюжетов, или Марш генератов» (2003) Четверг подменяет Мэри, отправившуюся в отпуск.
Фридленд Звонн — член и президент Лиги Выдающихся Детективов, но раньше работал в ОСП с Джеком. Привык присваивать себе чужие заслуги, из-за чего его невеста ушла к Джеку. С тех пор Звонн его не переносит. В ходе всей повести пытается заполучить дело Шалтая. Впоследствии был уволен из полиции, когда сбежал во время нападения на Джеллимена.
Дебора Кватт — безумный врач. Была одной из женщин Болтая. Именно она стала причиной его смерти — оплодотворяла его и вывела страшного монстра в надежде уничтожить Джеллимента. Погибла, когда на неё упал бобовый стебель.
Соломон Гранди — один из богатейших людей Рединга. Является главой компании «Пан энд Пропал». На самом деле очень добрый и мягкий человек, что не любит демонстрировать на людях. Герой считалки, где упоминается, что он родился в понедельник, крестился во вторник, в среду женился, в четверг заболел, в пятницу умер, был похоронен в субботу и отпет в воскресенье.

## Интересные факты
- Книга содержит очень много аллюзий на произведения английской литературы и, в значительной степени, на фольклор. Журнал «Если» в своей рецензии на произведение признал, что работа переводчика была очень трудной, но передать многие аспекты оригинала не удалось[1].